# 中期 (秦国)
中期（?—?），是中国战国时期秦国的辩士。
秦武王和他争论，失败后大怒，中期从容离开。有人劝说秦王，中期幸亏遇见明主，要是遇见桀纣就被杀了。所以，武王没有治罪。秦昭王时，秦王问韩国、魏国跟原来比强吗，如耳、魏齐比孟尝君、芒卯贤德？大家做出否定的回答。秦王说，原来孟尝君、芒卯率领当年的韩魏军队打秦国，都没什么效果。何况如耳、魏齐率领现在的韩魏军队。中期推瑟回答，当年智伯傲慢，轻视韩魏，韩康子、魏桓子互相用肘足提醒，而被灭亡。现在秦国之强不如智伯，现在正是肘足之时，君王不要懈怠。